# Tsundere

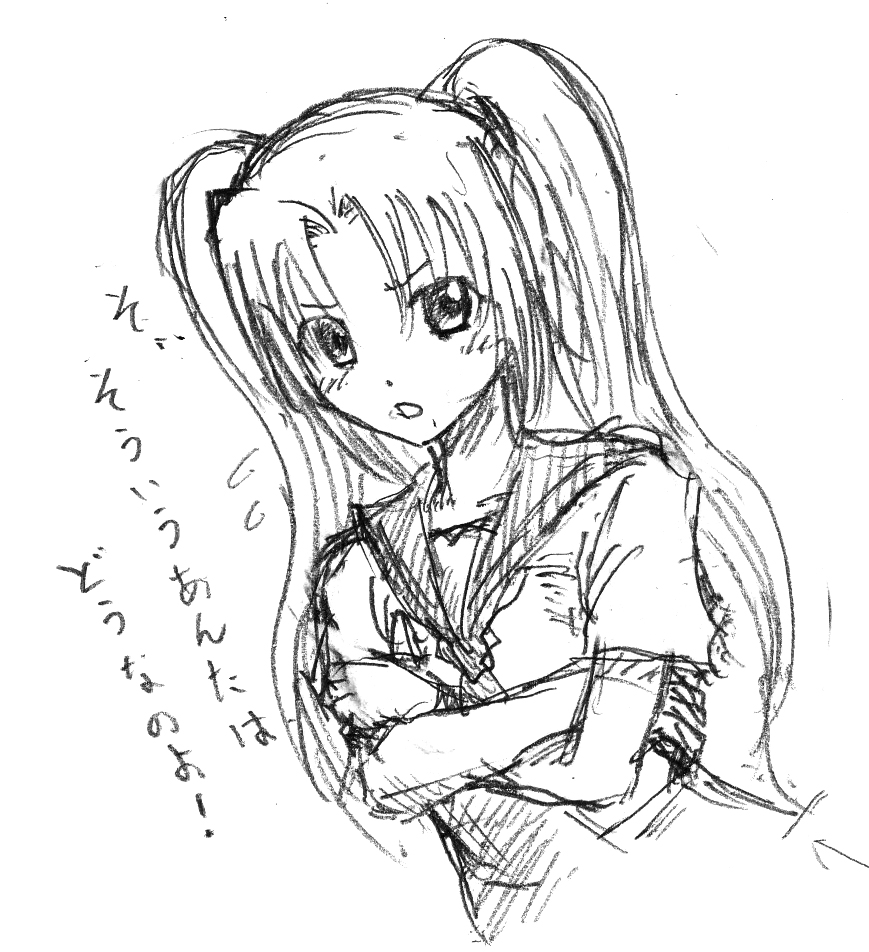
Exemple typique d'un personnage tsundere.

 (avril 2011).
Si vous disposez d'ouvrages ou d'articles de référence ou si vous connaissez des sites web de qualité traitant du thème abordé ici, merci de compléter l'article en donnant les références utiles à sa vérifiabilité et en les liant à la section « Notes et références ».
Tsundere (ツンデレ, tsundere) est un terme japonais utilisé pour définir une personnalité qui est au premier abord distante, hautaine, voire violente et qui devient affectueuse et tendre par la suite.

## Étymologie
Tsundere est un mot-valise de deux mots, tsuntsun (ツンツン, tsuntsun) et deredere (デレデレ, deredere), qui veulent respectivement dire « distant, morose, mordant » et « amoureux, tendre ». Tsundere est un antonyme de yandere qui est une personne au départ douce puis qui devient agressive. Tsunderekko (ツンデレっ娘) est le nom dérivé qui qualifie une fille possédant une personnalité tsundere renforcée par le fait de porter des lunettes sérieuses (meganekko).

## Caractéristiques
Le personnage archétype tsundere apparaît dans l'histoire dans sa phase tsuntsun comme quelqu'un de hautain et déplaisant, voire violent. Tandis que l'histoire progresse, le personnage, parfois soudainement, entre dans sa phase deredere, et devient plus conciliant et aimant. Bien que les tsunderekko ne soient pas exclusives à la culture japonaise, le terme tsundere a été créé face au besoin de décrire les nombreuses tsunderekko que l'on peut trouver dans les jeux et les animés de structure « harem ». Comme pour nekomimi, tsundere est considéré comme un personnage inspirant le moe (désir, fantasme).
La personnalité tsundere est devenue suffisamment populaire au Japon pour qu'on y consacre un café où les serveuses sont des tsunderekko.
La seiyū Rie Kugimiya est l’interprète la plus connue de ces personnages,. Prêtant sa voix aux personnages les plus caractéristiques de ce style (Taiga Aisaka de Toradora!, Shana de Shakugan no Shana, Aria de Hidan no Aria et Louise Françoise Le Blanc de la Vallière de Zero no tsukaima), elle est surnommée « la reine des tsundere ».

## Exemples
La première tsundere était Lum de Urusei yatsura. Kaori Makimura dans City Hunter et Naru Narusegawa dans Love Hina présentent elles aussi toutes les caractéristiques d'une tsundere, agissant souvent violemment respectivement envers Ryô Saeba et Keitarō Urashima, bien qu'ayant des sentiments amoureux à leur égard qu'elles n'arrivent pas à leur avouer.
Comme exemples de tsundere très connus au Japon, les mangas les plus populaires ont égrainé des personnages comme Asuka ou Misato dans Evangelion, ou la plupart des personnages féminins de Dragon Ball, souvent très autoritaires et intimidants (Bulma, Chichi, C-18...).
Plus récemment, on trouve Kyoko Sakura de Puella Magi Madoka Magica qui est au premier abord une Puella Magi cruelle et hautaine et qui essaiera d'abord de tuer Sayaka pour lui voler son territoire mais qui, en voyant cette dernière reproduire les mêmes erreurs qu'elle, finira par essayer de lui faire comprendre que la justice et le bien ne sont pas toujours la meilleure option. Après la mort de Sayaka et sa transformation en sorcière, Kyoko tentera de la ramener à la vie mais échouera et décidera de se sacrifier pour détruire Sayaka sous sa forme de sorcière et pour que cette dernière ne meure pas seule.
De nos jours, le personnage Rin Tōsaka du jeu Fate/stay night est devenue une tsundere bien connue en France.[réf. nécessaire] Rin est tout d'abord perçue comme une fille sérieuse, qui avec son servant archer compte bien gagner la cinquième guerre pour le Saint Graal par pure compétition. Cependant, après être devenue partenaire de Shirō Emiya, elle commence à perdre son attitude dure et développe des sentiments pour lui.

### Personnages masculins
Il existe aussi des hommes tsundere comme Okabe Rintaro de Steins;Gate qui se cache derrière le personnage de Hououin Kyouma pour dissimuler ses sentiments envers Makise Kurisu. Ataru Moroboshi de Urusei yatsura possède une attitude tsundere avec Lum ; il paraît d'abord ne pas aimer Lum et est froid avec elle, mais il l'aime et dès qu'elle tourne le dos ou commence à devenir distante, il revient vers elle.
Midorima Shintarō de Kuroko's Basket et Kamijō Hiroki de Junjō Romantica sont aussi des exemples parfaits de personnage masculin tsundere.